# Hypaeus triplagiatus
Hypaeus triplagiatus är en spindelart som beskrevs av Simon 1900. Hypaeus triplagiatus ingår i släktet Hypaeus och familjen hoppspindlar. Inga underarter finns listade i Catalogue of Life.